# Juan Horacio Suárez
Juan Horacio Suárez (Villa Nueva, 12 de março de 1938) - padre católico argentino, bispo da diocese de Gregorio de Laferrère nos anos 2000-2013.
Foi ordenado sacerdote em 2 de dezembro de 1967. reitor do seminário de San Justo (1985-1992), vigário geral da diocese de San Justo, pároco da igreja catedral, vice-presidente da Cáritas diocesana e membro do colégio dos consultores, conselho presbitério e conselho econômico diocesano.
Em 25 de novembro de 2000, foi nomeado pelo Papa João Paulo II como o primeiro bispo da recém-formada diocese de Gregório de Laferrère. Foi ordenado bispo em 23 de dezembro daquele ano pelo então Núncio Apostólico na Argentina, Dom Santos Abril y Castelló. Ele assumiu o governo da diocese 6 dias depois.
Em 19 de dezembro de 2013, ele se aposentou.